# 1289

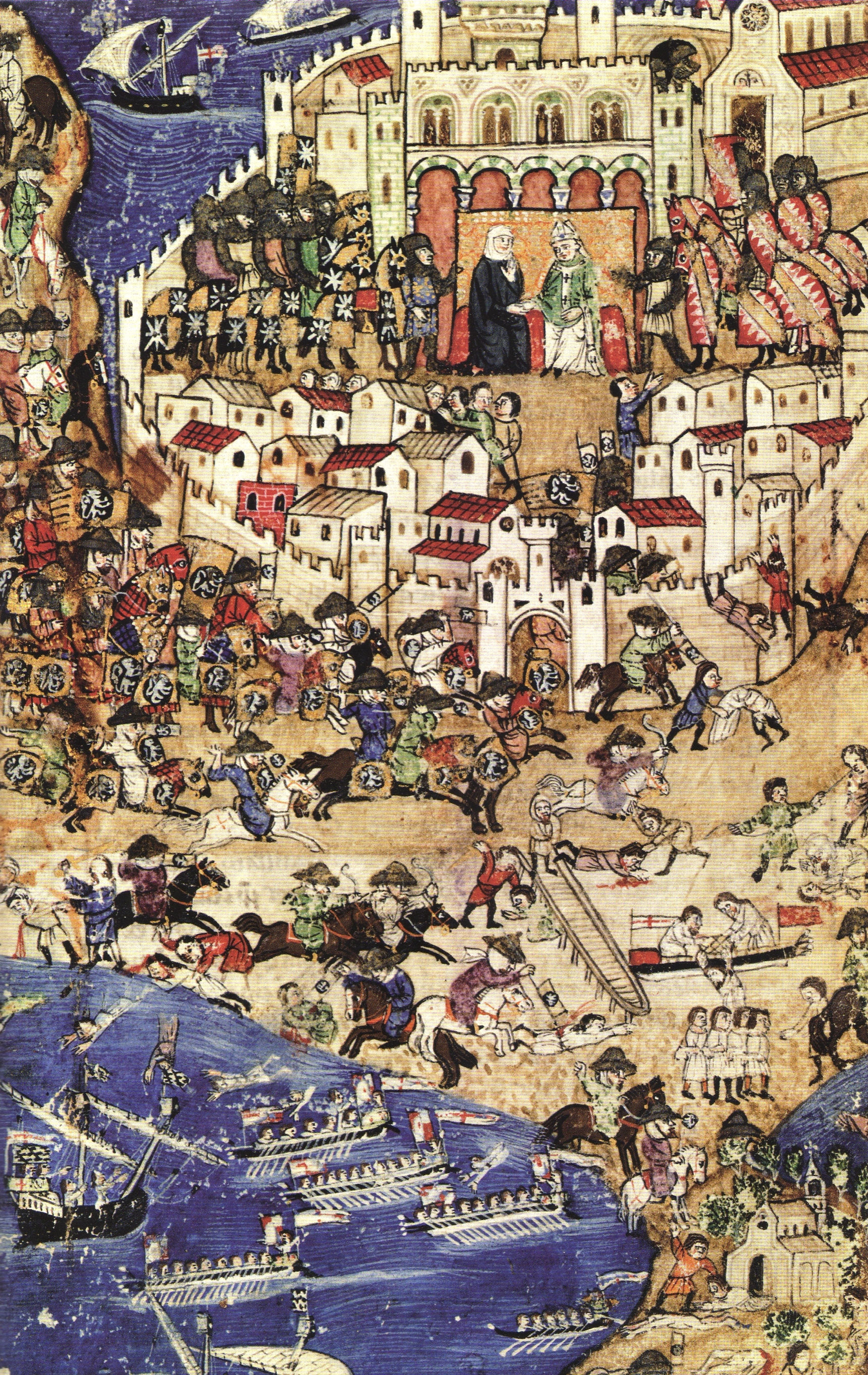
Beleg van Tripoli

Het jaar 1289 is het 89e jaar in de 13e eeuw volgens de christelijke jaartelling.

## Gebeurtenissen
januari
- 9 januari - Casimir van Bytom wordt als eerste Silezische hertog officieel leenman van het koninkrijk Bohemen.

april
- 28 - Val van Tripoli: De mammelukse sultan Qala'oen neemt Tripoli in en maakt daarmee een einde aan het graafschap Tripoli. De gehele christelijke bevolking wordt omgebracht.

augustus
- 6 - In Florence wordt de slavenhandel verboden.

zonder datum
- Jan I van Brabant krijgt de macht over Limburg. Einde van de Limburgse Successieoorlog.
- Il-kan Arghun zendt Buscarello de Ghizolfi naar Europa om tot samenwerking tegen de Mamelukken te komen.
- Obizzo II d'Este, heer van Ferrara, wordt ook heerser over Reggio.
- Medemblik krijgt stadsrechten.
- Koeblai Khan eist formele onderwerping van koning Kartanegara van Singhasari, maar deze weigert.
- De Orde van Franciscaanse Seculieren wordt opgericht.
- De Universiteit van Montpellier wordt opgericht.
- De Duitse Orde verovert Neman op Litouwen.
- Rudolf II van Zwaben trouwt met Agnes van Bohemen
- Het Hoogheemraadschap van Delfland ontstaat door de samenvoeging van de waterschappen De Zeven Ambachten en De Geestambachten.
- oudst bekende vermelding: Hoogwoud, Hulsen, Maarheeze

## Opvolging
- Armenië - Leo III opgevolgd door zijn zoon Hethum II
- Baden-Hachberg - Hendrik II opgevolgd door zijn zoons Rudolf I en Hendrik III
- patriarch van Constantinopel - Gregorius II Cyprius opgevolgd door Athanasius I
- Georgië - Demetrius II opgevolgd door zijn neef Vachtang II
- Nassau - Otto I opgevolgd door zijn zonen Hendrik, Emico I en Johan
- Ścinawa - Przemko opgevolgd door zijn broer Hendrik III van Glogau
- Venetië - Giovanni Dandolo opgevolgd door Pietro Gradenigo
- Zollern - Frederik V opgevolgd door zijn zoon Frederik VI

## Afbeeldingen

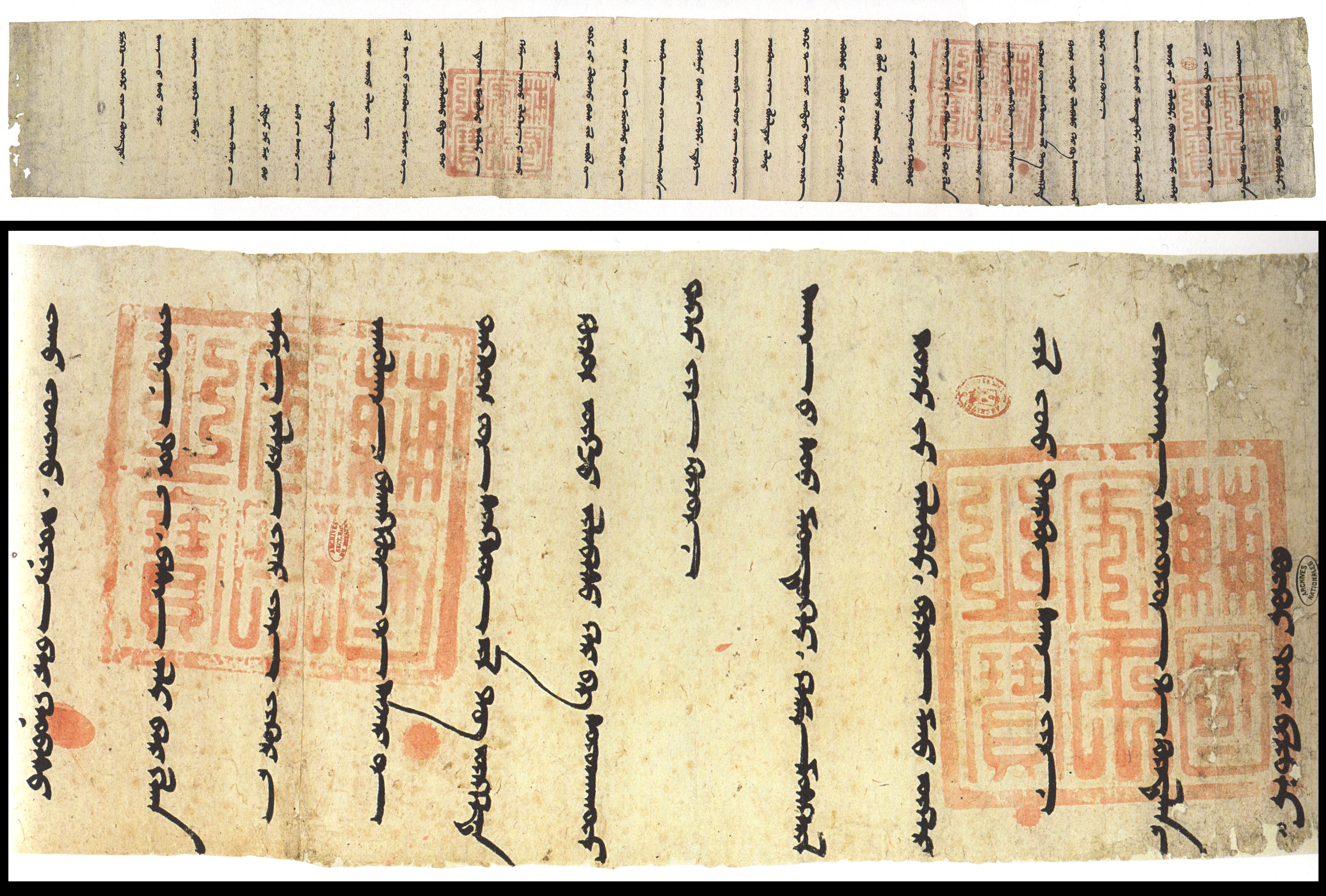
Brief van Arghun aan Filips IV van Frankrijk
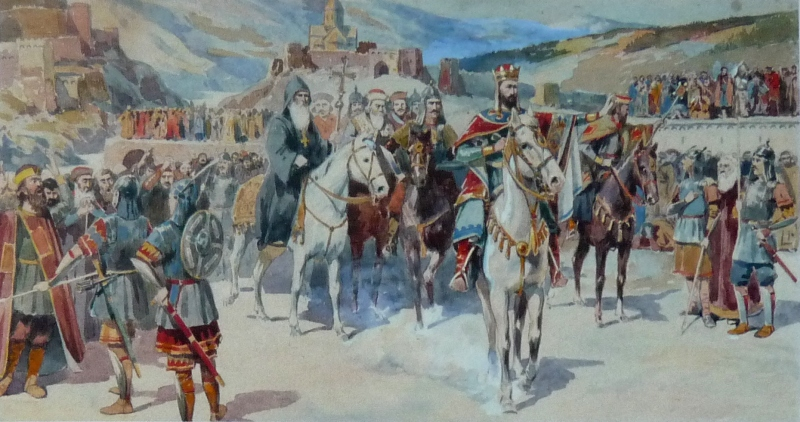
Demetrius II zegt zijn volk vaarwel: Hij gaat naar Arghun die hem zal laten doden
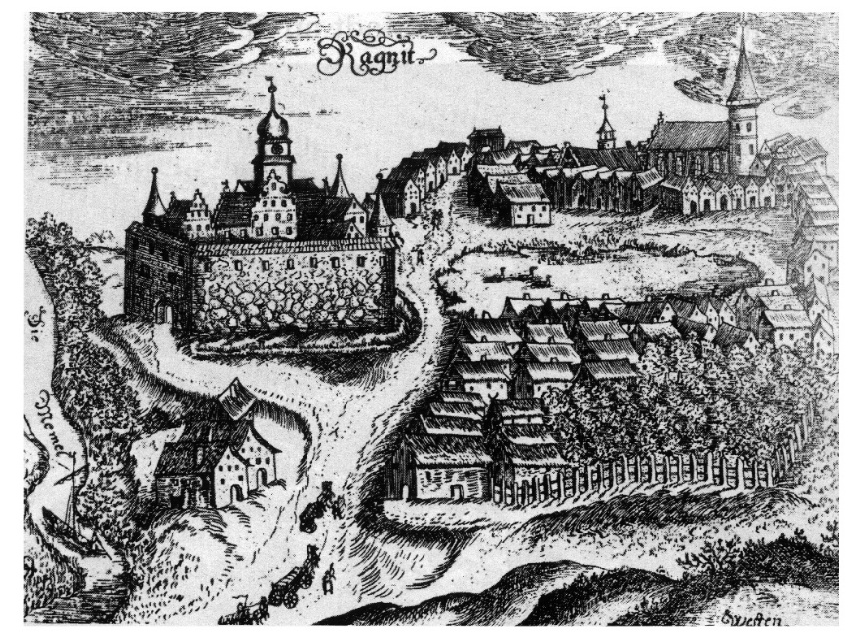
Neman in 1684 - duidelijk te zien is het kasteel dat na de inname in 1289 gebouwd werd
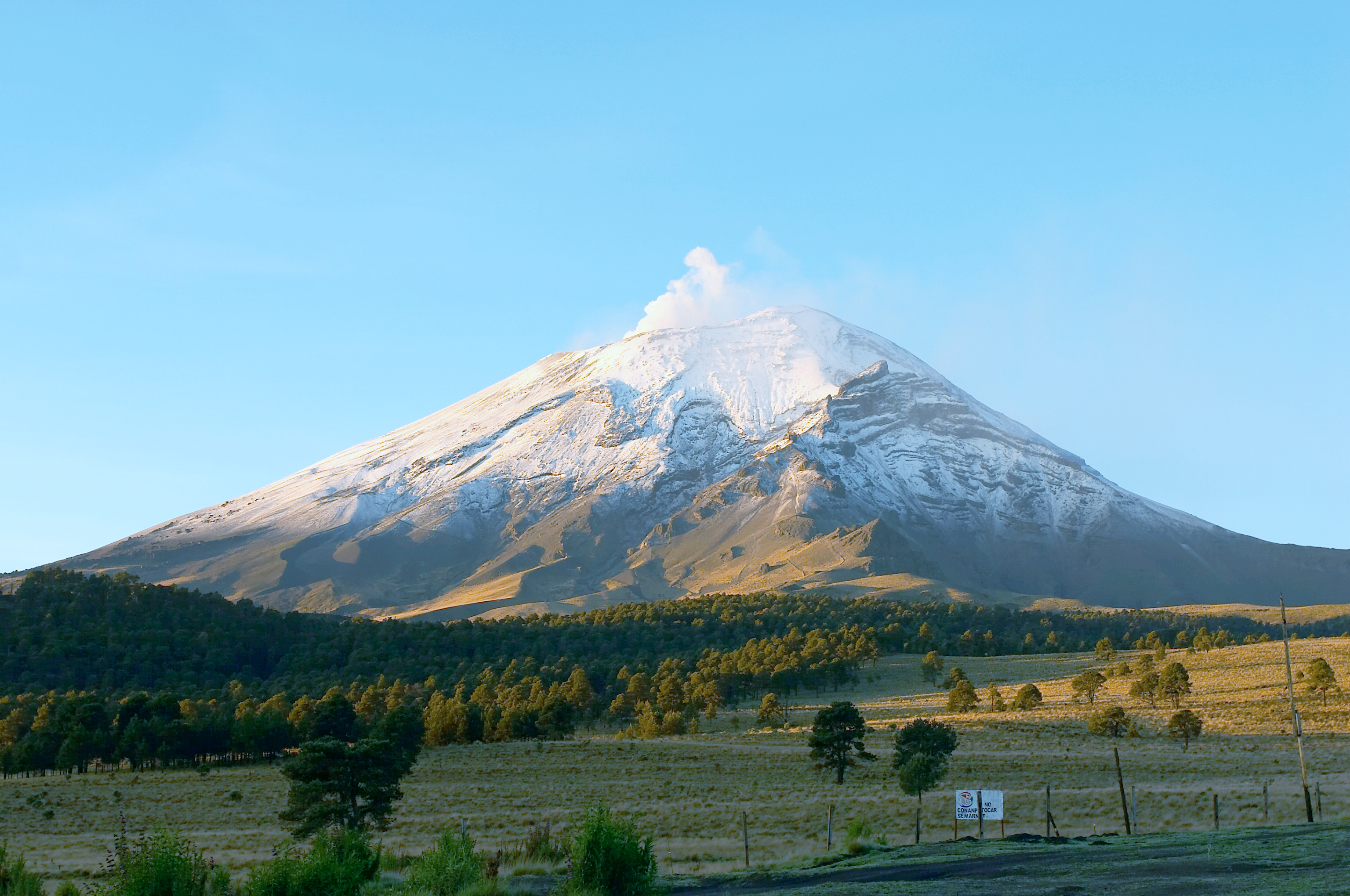
Popocatépetl

## Geboren
- 4 oktober - Lodewijk X, koning van Navarra (1305-1316) en Frankrijk (1314-1316)
- 6 oktober - Wenceslaus III, koning van Hongarije (1301-1305), Bohemen en Polen (1305-1306)
- Frederik de Schone, hertog van Oostenrijk (1308-1330) en tegenkoning van Duitsland (1314-1330)
- Giovanni Visconti, aartsbisschop van Milaan (jaartal bij benadering)
- Hendrik II, hertog van Brunswijk-Grubenhagen (jaartal bij benadering)

## Overleden
- 6 februari - Leo III, koning van Armenië
- 26 februari - Przemko, hertog van Ścinawa
- 12 maart - Demetrius II (~29), koning van Georgië (1270-1289)
- Gerard van Leyden, Hollands staatsman
- Otto I, graaf van Nassau